# Лозова Наталія Олексіївна
Лозова Наталія Олексіївна (08.08.1965, Київ) — українська та французька дослідниця в галузі фізіології та біофізики. Доктор біологічних наук (2002), лауреатка Державної премії України в галузі науки і техніки (2003).

## Біографія
У 1987 році закінчила Київський університет. У 1987—1991 роках працювала в Інституті хімії поверхні АН УРСР. У 1991—1992 роках працювала в Інституті біофізики клітини РАН у місті Пущино. У 1992 році повернулася до Києва й надалі працювала в Інституті фізіології імені О. О. Богомольця НАН України, в відділі фізико-хімічної біології клітинних мембран.
У 1994 році отримала звання старшого наукового співробітника. У 2002 році захистила дисертацію доктора біологічних наук за спеціальністю "Фізіологія" на тему «Роль позасинаптичних NMDA-рецепторів у збуджуючій синаптичній передачі CA3-CA1 у гіпокампі ссавців». У середині 2000-х років емігрувала до Європи.
Станом на 2016 рік мешкала в Канаді, або за іншими даними — у Франції.

## Наукові дослідження
Лозова є спеціалісткою в електрофізіології збудливих клітин. Вона досліджувала синаптичне передавання в нервовій системі за умов гіпоксії.

## Наукові публікації
- Klishin, A.; Tsintsadze, T.; Lozovaya, N.; Krishtal, O. (1995). Latent N-methyl-D-aspartate receptors in the recurrent excitatory pathway between hippocampal CA1 pyramidal neurons: Ca(2+)-dependent activation by blocking A1 adenosine receptors. Proceedings of the National Academy of Sciences. 92 (26): 12431—12435. doi:10.1073/pnas.92.26.12431. ISSN 0027-8424.
- Феномен переливания возбуждающего медиатора: последствия для синаптической передачи // Нейрофизиология. 1998. Т. 30
- Регуляція високопорогових кальцієвих каналів іонами натрію в нейронах центральної нервової системи ссавців // Доповіді НАН України. 2002. № 5
- Аналог діаденозинових поліфосфатів модулює передачу сигналу в зрізах гіпокампа // Фізіологічний журнал. 2006. Т. 52, № 4.
- Carvill, Gemma L; Regan, Brigid M; Yendle, Simone C; O'Roak, Brian J; Lozovaya, Natalia; Bruneau, Nadine; Burnashev, Nail; Khan, Adiba; Cook, Joseph; Geraghty, Eileen; Sadleir, Lynette G; Turner, Samantha J; Tsai, Meng-Han; Webster, Richard; Ouvrier, Robert; Damiano, John A; Berkovic, Samuel F; Shendure, Jay; Hildebrand, Michael S; Szepetowski, Pierre; Scheffer, Ingrid E; Mefford, Heather C (2013). GRIN2A mutations cause epilepsy-aphasia spectrum disorders. Nature Genetics. 45 (9): 1073—1076. doi:10.1038/ng.2727. ISSN 1061-4036.
- Lozovaya, N.; Gataullina, S.; Tsintsadze, T.; Tsintsadze, V.; Pallesi-Pocachard, E.; Minlebaev, M.; Goriounova, N. A.; Buhler, E.; Watrin, F.; Shityakov, S.; Becker, A. J.; Bordey, A.; Milh, M.; Scavarda, D.; Bulteau, C.; Dorfmuller, G.; Delalande, O.; Represa, A.; Cardoso, C.; Dulac, O.; Ben-Ari, Y.; Burnashev, N. (2014). Selective suppression of excessive GluN2C expression rescues early epilepsy in a tuberous sclerosis murine model. Nature Communications. 5 (1). doi:10.1038/ncomms5563. ISSN 2041-1723.
- Lozovaya, N.; Eftekhari, S.; Cloarec, R.; Gouty-Colomer, L. A.; Dufour, A.; Riffault, B.; Billon-Grand, M.; Pons-Bennaceur, A.; Oumar, N.; Burnashev, N.; Ben-Ari, Y.; Hammond, C. (2018). GABAergic inhibition in dual-transmission cholinergic and GABAergic striatal interneurons is abolished in Parkinson disease. Nature Communications. 9 (1). doi:10.1038/s41467-018-03802-y. ISSN 2041-1723.